# 沈愚燃
沈 愚燃（シム・ウヨン、심우연、1985年4月3日 - ）は、大韓民国・ソウル特別市出身のサッカー選手。Kリーグクラシック・FCソウル所属。ポジションはディフェンダー、フォワード。

## 来歴

### クラブ
2006年、FCソウルに入団。2010年、全北現代モータースに移籍。ACLではグループリーグ・ペルシプラ・ジャヤプラ戦でハットトリックを達成する。ポジションはフォワードだったが、7月10日の大邱FC戦で負傷した李曜漢に代わりセンターバックとして出場。2011年からディフェンダーにコンバート。
2013年、城南一和（ソンナム·イルファ）に移籍したが、2013シーズンはリーグ11試合出場にとどまったのに続き、2014シーズンには5試合に出場するなど、主力の座確保に失敗した。
2016年2月、古巣のFCソウルへの移籍を発表したが、かつてFCソウルファンを相手にした挑発的なセレモニーのため、多くのFCソウルファンが反発した

### 代表
2005年のFIFAワールドユース選手権では2試合に出場しブラジル、スイスと闘う。2008年、北京五輪予選に出場するが、最終メンバーからは外れ本戦出場はならなかった。FCソウルに在籍していた頃、慶南FCとの試合が終わった後、本人のミニホームページに慶南を卑下する発言を残して議論を呼んだ。[1]
SBSキャスターのチョ·ミンホが全北の2011ACL試合を中継しながらシム·ウヨンが空中ボールを取るたびに「空中にはシム·ウヨン」という言葉を連発し始めたのを皮切りに「空中にはシム·ウヨン」というニックネームが付けられた
後半42分、決勝ゴールを決めた全北攻撃手のシム·ウヨンは、自分の右手を頭に当てた。 指2本を広げた形が拳銃を連想させた。 試合後、シム·ウヨンは「FCソウルのシム·ウヨンは死んだことを世間に知らせたかった」とし、今季初ゴールの感激から簡単に抜け出すことができなかった。
平成29年4月26日には、家庭内暴力事件により接近禁止命令及び40時間家庭内暴力予防教育等の処分を受けた。 その後離婚訴訟は終結し,審友研本人も暴行の事実を認めて裁判所で臨時措置を受けることで終結した

## 所属クラブ
ユース経歴
- 建国大学校

プロ経歴
- 2006年 - 2009年  FCソウル
- 2010年 - 2012年  全北現代モータース
- 2013年 - 2015年  城南一和天馬/城南FC
- 2016年 -  FCソウル

## 個人成績
| 国内大会個人成績 | 国内大会個人成績 | 国内大会個人成績 | 国内大会個人成績 | 国内大会個人成績 | 国内大会個人成績 | 国内大会個人成績 | 国内大会個人成績 | 国内大会個人成績 | 国内大会個人成績 | 国内大会個人成績 | 国内大会個人成績 |
| 年度             | クラブ           | 背番号           | リーグ           | リーグ戦         | リーグ戦         | リーグ杯         | リーグ杯         | オープン杯       | オープン杯       | 期間通算         | 期間通算         |
| 年度             | クラブ           | 背番号           | リーグ           | 出場             | 得点             | 出場             | 得点             | 出場             | 得点             | 出場             | 得点             |
| 韓国             | 韓国             | 韓国             | 韓国             | リーグ戦         | リーグ戦         | リーグ杯         | リーグ杯         | FA杯             | FA杯             | 期間通算         | 期間通算         |
| ---------------- | ---------------- | ---------------- | ---------------- | ---------------- | ---------------- | ---------------- | ---------------- | ---------------- | ---------------- | ---------------- | ---------------- |
| 2006             | FCソウル         |                  | Kリーグ          | 3                | 1                | 6                | 1                | 0                | 0                | 9                | 2                |
| 2007             | FCソウル         |                  | Kリーグ          | 8                | 0                | 7                | 2                | 2                | 0                | 17               | 2                |
| 2008             | FCソウル         |                  | Kリーグ          | 0                | 0                | 0                | 0                | 1                | 0                | 1                | 0                |
| 2009             | FCソウル         |                  | Kリーグ          | 2                | 0                | 0                | 0                |                  |                  |                  |                  |
| 2010             | 全北現代         | 9                | Kリーグ          | 24               | 2                | 5                | 0                |                  |                  |                  |                  |
| 2011             | 全北現代         | 3                | Kリーグ          |                  |                  |                  |                  |                  |                  |                  |                  |
| 通算             | 韓国             | 韓国             | Kリーグ          |                  |                  |                  |                  |                  |                  |                  |                  |
| 総通算           |                  |                  |                  |                  |                  |                  |                  |                  |                  |                  |                  |